# Jarosław Florczak
Jarosław Florczak (ur. 1969 w Warszawie, zm. 10 kwietnia 2010 w Smoleńsku) – podpułkownik Biura Ochrony Rządu.

## Życiorys
W BOR służył 21 lat. W tym czasie był m.in. w grupie chroniącej premier Hannę Suchocką, premiera Waldemara Pawlaka, prezydenta Aleksandra Kwaśniewskiego. Był konsultantem ds. BOR serialu Ekipa. W 2007 przeszedł na emeryturę, z której wrócił jednak na prośbę szefa BOR. Podczas obchodów katyńskich koordynował i nadzorował akcję BOR.
Pasjonował się siatkówką; był członkiem reprezentacji BOR w tej dyscyplinie.
Zginął 10 kwietnia 2010 w katastrofie polskiego samolotu Tu-154 w Smoleńsku w drodze na obchody 70. rocznicy zbrodni katyńskiej. Był najwyższym stopniem funkcjonariuszem BOR, który poniósł wówczas śmierć. W 2017 roku jego ciało zostało ekshumowane w związku z prowadzonym przez Prokuraturę Krajową śledztwem. Został ponownie pochowany na tym samym cmentarzu 20 października tego samego roku. 
Pośmiertnie został awansowany na stopień pułkownika BOR. Został pochowany 21 kwietnia 2010 na cmentarzu w podwarszawskich Ząbkach.
Miał żonę i jedną córkę.

## Ordery i odznaczenia

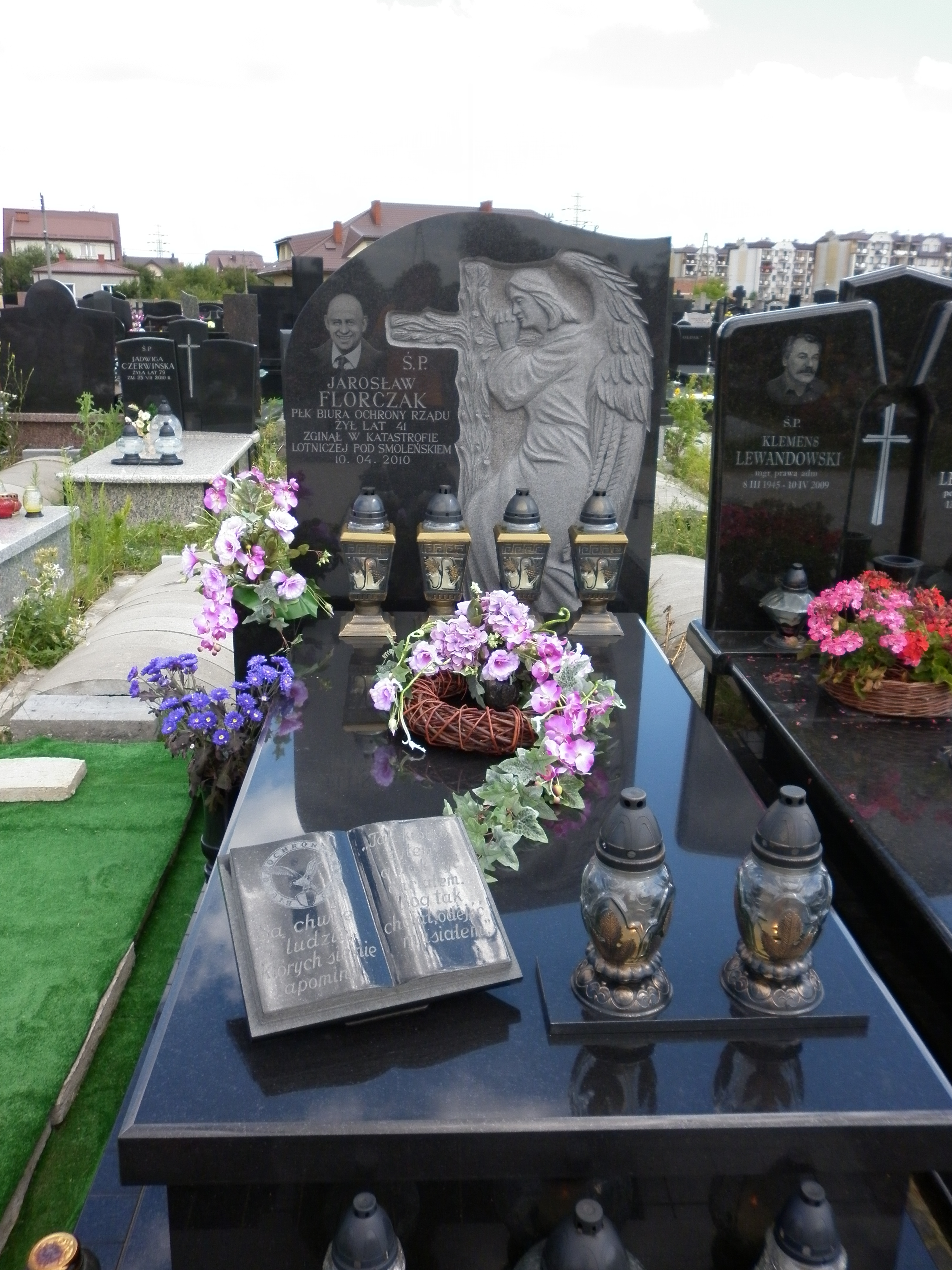
Grób Jarosława Florczaka w Ząbkach

- Krzyż Kawalerski Orderu Odrodzenia Polski (pośmiertnie, 2010)[6]
- Brązowy Krzyż Zasługi (2005)[7]
- Brązowy Medal "Siły Zbrojne w Służbie Ojczyzny"[2]
- Odznaka Honorowa BOR (pośmiertnie, 2010)[8]
- Gwiazda Iraku (pośmiertnie, wręczona 2012)[9]